# Martin Schmid (homme politique)
Pour les articles homonymes, voir Martin Schmid et Schmid.
Martin Schmid, né le 24 mai 1969 à Thusis (originaire de Vals et Splügen), est une personnalité politique suisse, membre du Parti libéral-radical. 
Il siège au Gouvernement du canton des Grisons de 2003 à 2011, puis au Conseil des États.

## Biographie
Martin Schmid naît le 24 mai 1969 à Thusis, dans le canton des Grisons. Il est originaire de deux autres communes du même canton, Vals et Splügen. Son père est entrepreneur ; sa mère, employée dans une banque. Il grandit à Splügen.
Il étudie à la Bündner Kantonsschule de Coire, après être passé par l'école primaire puis secondaire de Splügen, et y obtient une maturité de type E[réf. nécessaire]. À partir de 1991[réf. nécessaire], il fait des études de droit à l'Université de Saint-Gall, dont il sort diplômé en 1995[réf. nécessaire] ; au cours de ses études, il est membre de la société d'étudiants Zofingue. En 1997, il obtient son brevet d'avocat puis un doctorat en 2005[réf. nécessaire].
Entre 1997 et 2000, il est assistant de recherche à l'Institut pour la finance et le droit financier de l'Université de Saint-Gall[réf. nécessaire]. De 2000 à 2002, il travaille comme avocat, avec un accent porté sur le droit fiscal et le droit financier, tout en travaillant à temps partiel pour PricewaterhouseCoopers[réf. nécessaire].
Il vit à Splügen[réf. nécessaire] et Coire. Il est célibataire mais vit en concubinage[réf. nécessaire]. Il a deux fils et une fille[réf. nécessaire].
Il a le grade de capitaine à l'armée.

## Parcours politique
De mai 1994 à décembre 2002, Martin Schmid est membre du Grand Conseil du canton des Grisons. Il est élu le 24 mars 2002[réf. nécessaire] au gouvernement cantonal et intègre ses fonctions le 1er janvier 2003. Il prend en charge le département de la justice, de la sécurité et de la santé et préside par ailleurs le gouvernement en 2007 et 2011[réf. nécessaire]. Le 1er janvier 2008, il prend la tête du département des finances et des communes jusqu'au 31 décembre 2011.
Il est élu au Conseil des États au premier tour aux élections fédérales de 2011 et réélu  à trois reprises au premier tour : en 2015, 2019 et 2023. Il siège au sein de la Commission de l'économie et des redevances (CER), qu'il préside de fin 2015 à fin 2017, de la Commission des affaires juridiques (CAJ), de la Commission de gestion (CdG) de 2011 à 2015 et de la Commission de l'environnement, de l'aménagement du territoire et de l'énergie (CEATE) à partir de 2014, commission qu'il préside de fin 2019 à fin 2021.